# Bahnstrecke Namur–Luxemburg
| Express Vauban in Florée |                                        |                                         |                                 |
| |                                        |                                         |                                 |
| Streckennummer: | L 162 (Infrabel), Ligne 5 (CFL)        |                                         |                                 |
| Streckenlänge: | 146,8 km                               |                                         |                                 |
| Spurweite: | 1435 mm (Normalspur)                   |                                         |                                 |
| Stromsystem: | Namur–Hatrival 3 kV =                  |                                         |                                 |
| Stromsystem: | Hatrival–Luxemburg-Stadt 25 kV 50 Hz ~ |                                         |                                 |
| Streckengeschwindigkeit: | 160 km/h                               |                                         |                                 |
| |                                        |                                         |                                 |
| \| \| \| von Charleroi und von Brüssel \| \| \| \| 0.0 \| Namur \| Namur \| \| \| \| nach Lüttich \| \| \| \| \| Maas \| \| \| \| \| nach Givet und Athus \| \| \| \| 2.1 \| Jambes Est \| Jambes Est \| \| \| 5.0 \| Dave-Saint-Martin \| Dave-Saint-Martin \| \| \| 7.8 \| Naninne \| Naninne \| \| \| 10.9 \| Sart-Bernard \| Sart-Bernard \| \| \| 14.0 \| Courrière \| Courrière \| \| \| 16.7 \| Assesse \| Assesse \| \| \| 18.3 \| Florée \| Florée \| \| \| 20.5 \| Natoye \| Natoye \| \| \| \| von Yvoir \| \| \| \| \| von Statte \| \| \| \| 29.0 \| Ciney \| Ciney \| \| \| 32.0 \| Leignon \| Leignon \| \| \| 32.9 \| Chapois \| Chapois \| \| \| 39.1 \| Haversin \| Haversin \| \| \| 48.9 \| Aye \| Aye \| \| \| \| von Angleur / Lüttich \| \| \| \| 51.2 \| Marloie \| Marloie \| \| \| 57.6 \| Jemelle \| Jemelle \| \| \| \| von Rochefort \| \| \| \| 60.0 \| Forrières \| Forrières \| \| \| 65.9 \| Grupont \| Grupont \| \| \| 76.2 \| Poix St-Hubert \| Poix St-Hubert \| \| \| \| Hatrival Systemwechsel 3 kV = / 25 kV ~ \| \| \| \| \| von Athus über Virton \| \| \| \| 89.7 \| Libramont \| Libramont \| \| \| \| nach St Vith \| \| \| \| 98.5 \| Neufchâteau \| Neufchâteau \| \| \| 114.8 \| Marbehan \| Marbehan \| \| \| \| Industriegleis \| \| \| \| 121.6 \| Habay la Neuve \| Habay la Neuve \| \| \| 132.7 \| Stockem \| Stockem \| \| \| 134.0 \| Viville \| Viville \| \| \| 135.8 \| Arlon \| Arlon \| \| \| 140.3 \| Autelbas \| Autelbas \| \| \| \| nach Athus und Longuyon \| \| \| \| \| nach Küntzig \| \| \| \| \| Barnich \| \| \| \| \| Sterpenich \| \| \| \| 146.8 18.8 \| Belgien / Luxemburg \| Belgien / Luxemburg \| \| \| 17.9 \| Kleinbettingen \| Kleinbettingen \| \| \| \| Bahnstrecke Petingen–Ettelbrück \| \| \| \| 13.0 \| Capellen \| Capellen \| \| \| 9.8 \| Mamer \| Mamer \| \| \| 8.7 \| Mamer Lycée \| Mamer Lycée \| \| \| \| Bartringen-Strassen \| \| \| \| \| von Petingen \| \| \| \| \| von Bettembourg \| \| \| \| 0.0 \| Luxemburg \| Luxemburg \| \| \| \| nach Trier \| \| |                                        |                                         |                                 |
| Abzweig geradeaus und von rechts |                                        | von Charleroi und von Brüssel           | von Charleroi und von Brüssel   |
| Bahnhof | 0.0                                    | Namur                                   | Namur                           |
| Abzweig geradeaus und nach links |                                        | nach Lüttich                            | nach Lüttich                    |
| Brücke über Wasserlauf |                                        | Maas                                    | Maas                            |
| Abzweig geradeaus und nach rechts |                                        | nach Givet und Athus                    | nach Givet und Athus            |
| Bahnhof | 2.1                                    | Jambes Est                              | Jambes Est                      |
| Bahnhof | 5.0                                    | Dave-Saint-Martin                       | Dave-Saint-Martin               |
| Bahnhof | 7.8                                    | Naninne                                 | Naninne                         |
| Haltepunkt / Haltestelle | 10.9                                   | Sart-Bernard                            | Sart-Bernard                    |
| Bahnhof | 14.0                                   | Courrière                               | Courrière                       |
| ehemaliger Bahnhof | 16.7                                   | Assesse                                 | Assesse                         |
| ehemaliger Haltepunkt / Haltestelle | 18.3                                   | Florée                                  | Florée                          |
| Bahnhof | 20.5                                   | Natoye                                  | Natoye                          |
| Abzweig geradeaus und von rechts |                                        | von Yvoir                               | von Yvoir                       |
| Abzweig geradeaus und ehemals von links |                                        | von Statte                              | von Statte                      |
| Bahnhof | 29.0                                   | Ciney                                   | Ciney                           |
| Bahnhof | 32.0                                   | Leignon                                 | Leignon                         |
| Haltepunkt / Haltestelle | 32.9                                   | Chapois                                 | Chapois                         |
| Bahnhof | 39.1                                   | Haversin                                | Haversin                        |
| Bahnhof | 48.9                                   | Aye                                     | Aye                             |
| Abzweig geradeaus und von links |                                        | von Angleur / Lüttich                   | von Angleur / Lüttich           |
| Bahnhof | 51.2                                   | Marloie                                 | Marloie                         |
| Bahnhof | 57.6                                   | Jemelle                                 | Jemelle                         |
| Abzweig geradeaus und ehemals nach rechts |                                        | von Rochefort                           | von Rochefort                   |
| Bahnhof | 60.0                                   | Forrières                               | Forrières                       |
| Bahnhof | 65.9                                   | Grupont                                 | Grupont                         |
| Bahnhof | 76.2                                   | Poix St-Hubert                          | Poix St-Hubert                  |
| |                                        | Hatrival Systemwechsel 3 kV = / 25 kV ~ |                                 |
| Abzweig geradeaus, ehemals nach rechts und von rechts |                                        | von Athus über Virton                   | von Athus über Virton           |
| Bahnhof | 89.7                                   | Libramont                               | Libramont                       |
| Abzweig geradeaus und ehemals nach links |                                        | nach St Vith                            | nach St Vith                    |
| Bahnhof | 98.5                                   | Neufchâteau                             | Neufchâteau                     |
| Bahnhof | 114.8                                  | Marbehan                                | Marbehan                        |
| Abzweig geradeaus und nach rechts |                                        | Industriegleis                          | Industriegleis                  |
| Bahnhof | 121.6                                  | Habay la Neuve                          | Habay la Neuve                  |
| Bahnhof | 132.7                                  | Stockem                                 | Stockem                         |
| Haltepunkt / Haltestelle | 134.0                                  | Viville                                 | Viville                         |
| Bahnhof | 135.8                                  | Arlon                                   | Arlon                           |
| ehemaliger Bahnhof | 140.3                                  | Autelbas                                | Autelbas                        |
| Abzweig geradeaus und nach rechts |                                        | nach Athus und Longuyon                 | nach Athus und Longuyon         |
| Abzweig geradeaus und ehemals nach rechts |                                        | nach Küntzig                            | nach Küntzig                    |
| ehemaliger Bahnhof |                                        | Barnich                                 | Barnich                         |
| ehemaliger Bahnhof |                                        | Sterpenich                              | Sterpenich                      |
| Grenze | 146.8 18.8                             | Belgien / Luxemburg                     | Belgien / Luxemburg             |
| Bahnhof | 17.9                                   | Kleinbettingen                          | Kleinbettingen                  |
| Kreuzung geradeaus unten und links (Querstrecke außer Betrieb) |                                        | Bahnstrecke Petingen–Ettelbrück         | Bahnstrecke Petingen–Ettelbrück |
| Bahnhof | 13.0                                   | Capellen                                | Capellen                        |
| Bahnhof | 9.8                                    | Mamer                                   | Mamer                           |
| Bahnhof | 8.7                                    | Mamer Lycée                             | Mamer Lycée                     |
| Bahnhof |                                        | Bartringen-Strassen                     | Bartringen-Strassen             |
| Abzweig geradeaus und von rechts |                                        | von Petingen                            | von Petingen                    |
| Abzweig geradeaus und von rechts |                                        | von Bettembourg                         | von Bettembourg                 |
| Bahnhof | 0.0                                    | Luxemburg                               | Luxemburg                       |
| |                                        | nach Trier                              |                                 |

Die Bahnstrecke Namur–Luxemburg verbindet Namur und seine Agglomeration an Maas und Sambre mit den belgischen Ardennenorten Ciney, Libramont und Arlon und führt via Kleinbettingen weiter nach Luxemburg. Die zweigleisige Hauptstrecke ist zusammen mit der Bahnstrecke Brüssel–Namur und der für den Güterverkehr besser trassierten weiter westlich verlaufenden Athus-Maas-Linie Teil der internationalen Verbindung Brüssel–Luxemburg. Im Rahmen des EU-Verkehrsprojektes Eurocaprail erfolgt ein Ausbau beider Strecken für Fahrten mit einer Höchstgeschwindigkeit von 160 km/h.

## Verkehrsgeografie
Überregional sind die drei genannten Strecken Namur–Luxemburg und Brüssel–Namur zusammen Teil des Kernnetzkorridors Nordsee – Mittelmeer der Transeuropäischen Netze als Nordwest-Südost-Achse von Belgien und den Niederlanden im Norden über die SaarLorLux-Region entweder Richtung Südfrankreich oder (ab Basel zum Rhein-Alpen-Korridor) in die Schweiz und nach Italien.

## Streckenbeschreibung
Die Strecke verlässt das Tal der Maas schon in Namur. Im nördlichen Teil ist sie überwiegend auf Wasserscheiden geführt und kreuzt nur ein Flusstal, das des Bocq. Ab Jemelle folgt sie der Lomme durch deren zunächst tiefes Tal flussaufwärts und dann einem Nebenfluss bis zur Wasserscheide bei Libramont. Von dort gleitet sie in das Becken der Semois, wurde an den Fluss selber aber erst in dessen Quellgebiet bei Arlon herangeführt. Von Arlon nach Osten ist sie durch Hochtäler nahe der Wasserscheide zwischen Sauer und Semois gebaut und erreicht die Stadt Luxemburg wie drei von vier Bahnlinien auf einem der Hügelrücken zwischen zwei Bächen.
Da in den Ardennen die Höhenlagen nur wellig und die Oberläufe der Flüsse nicht tief eingeschnitten sind, waren Tunnel nicht erforderlich, was die Baukosten minderte. Dafür wurden allerdings Steigungen von bis zu 16 ‰ in Kauf genommen, so z. B. im Abschnitt zwischen Namur und Courrière oder im Abschnitt zwischen Jemelle und Libramont.

## Geschichte
Gebaut wurde die Strecke im belgischen Abschnitt durch die belgische Grande Compagnie Luxembourgoise, im Großherzogtum Luxemburg durch die Société anonyme royale grand-ducale des cemins de fer Guillaume-Luxembourg (Wilhelm-Luxemburg-Bahn). Die Wilhelm-Luxemburg-Bahn war allerdings ein reines Finanz- und Eisenbahninfrastrukturunternehmen. Der Betrieb auf ihren Strecken war an die französische Compagnie des Chemins de fer de l’Est (EST) verpachtet.
Am 15. Mai 1858 wurde der Abschnitt Namur–Ciney fertiggestellt, wenige Monate später (17. Juli 1858) folgte der nach Grupont und seit dem 27. Oktober 1858 verkehrten die Züge bis Arlon. Am 14. September 1859 folgte die Verbindung zwischen Arlon und Kleinbettingen in Luxemburg und am 5. Oktober 1859 nahm die Gesamtstrecke ihren Verkehr bis in die Stadt Luxemburg auf.
1862 ging der Betrieb der Strecke von Kleinbettingen (Grenze) nach Luxemburg von der EST an die Grande Compagnie Luxembourgoise über, was im Tausch gegen den Betrieb auf der Bahnstrecke Luxemburg–Spa geschah, deren erster Abschnitt bis Ettelbrück damals eröffnet wurde. 1869 übernahm die EST den Betrieb der Strecke wieder.
Aufgrund des von Frankreich verlorenen Deutsch-Französischen Kriegs von 1870/71 und des anschließenden Friedensvertrags von Frankfurt musste Frankreich den Elsass und Lothringen an das Deutsche Reich abtreten. Zudem wurde Frankreich auferlegt, die nun dort auf deutschem Hoheitsgebiet liegenden Strecken der EST zu enteignen und an das Deutsche Reich zu übergeben, das diese in den Reichseisenbahnen in Elsaß-Lothringen (EL) neu organisierte. Die Einwilligung der luxemburgischen Regierung zur Übernahme des Betriebes der im Großherzogtum Luxemburg gelegenen Strecken durch die deutsche Verwaltung wurde mit einem Staatsvertrag zwischen dem Deutschen Reich und dem Großherzogtum vom 11. Juni 1872 erteilt. Das betraf auch die Bahnstrecke Luxemburg–Kleinbettingen (Grenze). Die Übernahme der Verwaltung durch die EL fand am 16. September 1872 statt.
1873, nach der Übernahme der Grande Compagnie Luxembourgoise durch die SNCB, wurde die Strecke zweigleisig ausgebaut. Seit dem 30. September 1956 war die Strecke durchgehend mit 3 kV Gleichstrom befahrbar. Zum 17. September 2018 wurde der luxemburgische Streckenabschnitt zwischen Kleinbettingen und Luxemburg Stadt während einer achtwöchigen Streckensperrung auf das in Nordfrankreich und auf den TGV-Strecken übliche Bahnstromsystem von 25 kV 50 Hz Wechselstrom umgestellt, Ende August 2022 erreichte diese Umstellung den Knoten Libramont bis zur neuen, nördlich davon gelegenen Wechselstelle Hatrival.

## Betrieb
- EuroCity
  - 90/91 Vauban: Brüssel – Namur – Arlon – Luxemburg – Metz – Strasbourg – Mulhouse – Basel – Zürich (von Brüssel weiter nach Chur)
  - 96/97 Iris: Brüssel – Namur – Arlon – Luxemburg – Metz – Straßburg – Mulhouse – Basel – Zürich (in Richtung Brüssel ab Chur)
  - 104/105 Etoile d’Europe: Brüssel – Namur – Luxemburg – Strasbourg
  - 295/296 Jean Monnet: Brüssel – Namur – Arlon – Luxembourg – Metz – Strasbourg – Mulhouse – Basel
  - Grand–Ducal: Brüssel – Namur – Luxemburg – Strasbourg
- Intercity (J, im Stundentakt):
  - Brüssel – Namur – Luxemburg
- L-Trein:
  - Namur – Ciney
  - Ciney – Libramont
  - Libramont – Arlon